# I-57 (sous-marin, 1928)
Pour les articles homonymes, voir I-57.
Le I-57 (イ-57) (plus tard renommé I-157) est un sous-marin japonais de la classe Kaidai (伊号第五三潜水艦, I-gō Dai-Hyaku-gojūsan sensuikan, classe I-53/I-153) de la sous-classe Kaidai IIIb (Type KD3b, Kaidai 3 gata b (海大III型b?)) construit pour la marine impériale japonaise. 
Pendant la Seconde Guerre mondiale, il a soutenu les forces japonaises pendant l'invasion de la Malaisie en décembre 1941 et la campagne des Indes orientales néerlandaises au début de 1942.

## Contexte
Après la Première Guerre mondiale, la marine impériale japonaise a réévalué l'utilisation de la guerre sous-marine comme élément de stratégie de flotte en raison du déploiement réussi de croiseurs-sous-marins à long rayon d'action pour les raids commerciaux des principales marines de combat. Les stratèges japonais en sont venus à réaliser les possibilités d'utilisation de l'arme pour la reconnaissance à longue portée, et dans une guerre d'usure contre une flotte ennemie qui s'approchait du Japon. Deux grands sous-marins japonais à longue portée avaient déjà été construits dans le cadre du programme de la flotte des Huit-six en tant que prototypes (I-51 et I-52), mais l'arrivée le 20 juin 1919 de sept U-boote allemands reçus par le Japon en réparation de guerre à la fin de la Première Guerre mondiale a conduit à une refonte complète. Les Japonais ont rapidement embauché des centaines d'ingénieurs et de techniciens de sous-marins allemands et d'anciens officiers de sous-marins allemands au chômage à la suite de la défaite de l'Allemagne pendant la Première Guerre mondiale, et les ont fait venir au Japon dans le cadre de contrats de cinq ans. L'ONI (Office of Naval Intelligence) américain a estimé que quelque 800 conseillers allemands s'étaient rendus au Japon à la fin de 1920. Les Japonais ont également envoyé des délégations en Allemagne, et ont participé activement à l'achat de nombreux brevets.

## Description
Les sous-marins de la sous-classe KD3B ont été des sous-marins de croisière de conception japonaise produits en série. Ils étaient essentiellement des reproductions de la précédente sous-classe KD3A avec des modifications mineures pour améliorer la tenue en mer.
Ils ont un déplacement de 1 829 tonnes en surface et 2 337 tonnes en immersion. Les sous-marins mesuraient 100 mètres de long, avaient une largeur de 8 mètres et un tirant d'eau de 4,82 mètres. Les sous-marins permettaient une profondeur de plongée de 60 m et un possédaient un effectif de 60 officiers et membres d'équipage. La coque avait presque les mêmes dimensions extérieures que celle du I-52, mais l'épaisseur accrue de la coque intérieure permettait une profondeur de plongée de 60 mètres. Le volume intérieur a été légèrement augmenté en rendant la coque légèrement trapézoïdale en section transversale, au prix de 300 tonnes de déplacement supplémentaire. Les différences externes comprenaient un coupe filet anti-sous-marin à la proue, ainsi qu'un joint torique pour le remorquage.
Sulzer a été retenu comme fabricant des moteurs diesel, dont les performances étaient légèrement supérieures à celles des moteurs du I-52. Pour la navigation de surface, les sous-marins étaient propulsés par deux moteurs diesel de 3 400 cv (2 535 kW), chacun entraînant un arbre d'hélice. En immersion, chaque hélice était entraînée par un moteur électrique de 900 chevaux-vapeur (671 kW). Ils pouvaient atteindre 20 nœuds (37 km/h) en surface et 8 nœuds (15 km/h) sous l'eau. En surface, les KD3A avaient une autonomie de 10 000 milles nautiques (19 000 km) à 10 noeuds (19 km/h); en immersion, ils avaient une autonomie de 90 milles nautiques (170 km) à 3 noeuds (5,6 km/h).
Les sous-marins étaient armés de huit tubes lance-torpilles internes de 53,3 cm, six à l'avant et deux à l'arrière. Ils transportaient une recharge pour chaque tube, soit un total de 16 torpilles. Ils étaient également armés d'un canon de pont de 120 mm (4,7 in) pour le combat en surface.

## Construction
Construit par l'Arsenal naval de Kure au Japon, le I-57 a été mis sur cale le 8 juillet 1927 et est renommé I-57 avant la fin de l'année. Il a été lancé le 1er octobre 1928, achevé et mis en service le 24 décembre 1929 et est rattaché au district naval de Kure. Le capitaine de corvette (海軍少佐 (Kaigun-shōsa)) Hashimoto Aiji prend le commandement du sous-marin.

## Histoire de service
Lors de sa mise en service, le I-57 est affecté à la 19e division de sous-marins. Du 15 novembre 1930 au 14 novembre 1931, le I-57 est placée en réserve à Kure. Puis, il est réintégré dans la 19e division de sous-marins. Du 1er juin au 5 octobre 1932, il est replacé en réserve à Kure jusqu'à y être encore une fois réintégré dans la 19e division de sous-marins. Du 22 octobre 1934 au 15 novembre 1935, il est replacé en réserve à Kure. Après cette date, il est réintégré dans la 19e division de sous-marins. Du 15 décembre 1938 à août 1939, il est replacé en réserve à Kure, puis réintégré dans la 19e division de sous-marins.
En novembre 1941, il est toujours affecté à la 19e division de sous-marins du 4e escadron de sous-marins, avec le I-56 et I-58. La division a quitté sa base de Samah sur l'île Hainan, en Chine, le 1er décembre pour sa zone de patrouille au large de Trengganu, en Malaisie.
Le 8 décembre 1941 commence l'Opération "E", l'invasion de la Malaisie. Arrivant dans la Mer de Chine méridionale, le I-57 forme une ligne de patrouille avec les I-58, I-62, I-64 et I-66.
Le 20 décembre 1941, le I-57 arrive dans la baie de Cam Ranh en Indochine française, puis le 28 décembre, il quitte Cam Ranh pour patrouiller au nord de Surabaya, dans la mer de Java. Le 7 janvier 1942, au sud-est de l'île Kangean, dans la mer de Bali, vers 16h30, le I-57 combat en surface avec le pétrolier auxiliaire néerlandais Tan-3 (ex-Djirak) de 3 077 tonneaux, en route de Balikpapan à Surabaya à la position géographique de 7° 15′ S, 116° 23′ E. L'équipage abandonne le navire qui coule et est secouru par avion le lendemain. Le 16 janvier 1942, le I-57 retourne à Cam Ranh.
Le 7 février 1942, l'équipage du I-57 contracte la dysenterie.
Le 8 février 1942 débutent les invasions de Sumatra et de Java, aux Indes orientales néerlandaises. La force orientale des Indes orientales néerlandaises du vice-amiral Takahashi Ibo envahit Bali le 19 février. La force occidentale du vice-amiral Ozawa Jisaburo, avec un assaut aérien, s'empare des raffineries de pétrole à Palembang, à Sumatra le 14 février, puis débarque à Bantam Bay, Merak et Eretenwetan et prend la capitale Batavia le 5 mars.

Le 1er mars 1942, le I-57 quitte Cam Ranh et arrive à Staring Bay à Kendari, à Célèbes le 6 mars 1942.
Le 10 mars 1942, le 4e escadron de sous-marins est dissout. Le I-57 est réaffecté au 5e escadron de sous-marins dans la 19e divisions de sous-marins avec le I-56 et le I-58. Il quitte Staring Bay le 13 mars et arrive à Kure le 20 mars 1942
Le 20 mai 1942, le I-57 a été renuméroté I-157.
Le 10 juillet 1942, le 5e escadron de sous-marins est dissoute. La 16e divisions de sous-marins est réaffectée à l'escadron de sous-marins de Kure. Le I-157 est utilisé comme navire-école par la suite.
Le 21 mai 1943, le quartier général impérial décide d'évacuer la garnison de l'île Kiska, dans les îles Aléoutiennes et déclenche l'Opération "Ke" . Le I-157 est temporairement rattachée à la force d'évacuation de Kiska avec la force du district nord, avec les sous-marins I-2, I-7, I-21, I-24, I-31, I-34, I-36, I-155, I-156, I-168, I-169 et I-171 du 1er escadron de sous-marins de la 5e Flotte, et cela jusqu'au 28 juillet 1943.
En décembre 1943, il retourne à l'Arsenal naval de Kure. L'école de sous-marins réalise des expériences de Sensuikan Gaigen Toshoku Jikken sur la peinture de camouflage des sous-marins à partir du camouflage du RO-500 (ex-U-boot allemand U 511). Le I-157 est peint 2-Go shoku. Il participe à des essais dans la mer intérieure de Seto en janvier 1944 pour déterminer l'efficacité de la peinture des deux camouflages de guerre en surface et par air: l'expérience a cependant été un échec.
Le 20 avril 1945, le I-157  est réaffecté à la 34e division de sous-marins de la 6e Flotte.
En mai-août 1945, le I-157 est configuré pour transporter deux torpilles humaines Kaiten pour des attaques suicides. Il effectue trois transports de Kaiten d'Ozushima vers des bases côtières le long de la côte de Kyushu.
Pendant le mois de juillet 1945, les équipages des sous-marins I-157, I-156, I-158, I-159 et I-162 se sont entraînés à lancer des Kaiten en combat contre la flotte d'invasion américaine.
Le 15 août 1945, la Seconde Guerre mondiale a pris fin avec l'annonce Gyokuon-hōsō par l'empereur Hirohito de la cessation des hostilités entre le Japon et les Alliés. Le Japon s'est officiellement rendu lors d'une cérémonie à bord du cuirassé USS Missouri (BB-63) dans la baie de Tokyo le 2 septembre 1945. 
La 34e division de sous-marins est dissoute. Le I-157 est transféré à la 15e division de sous-marins.
Le sous-marin a survécu à la guerre. Il a été retiré de la liste de la marine le 30 novembre 1945. Le 1er avril 1946, il a participé à l'opération Road's End. Le sous-marin a été remorqué de Sasebo à une zone au large de Goto Retto où il a été sabordé par les tirs du ravitailleur de sous-marins USS Nereus. Ses coordonnées de naufrage sont approximativement la position géographique de 32° 37′ N, 129° 17′ E. C'est le premier sous-marin japonais détruit ce jour-là.